# Guido Guinizzelli

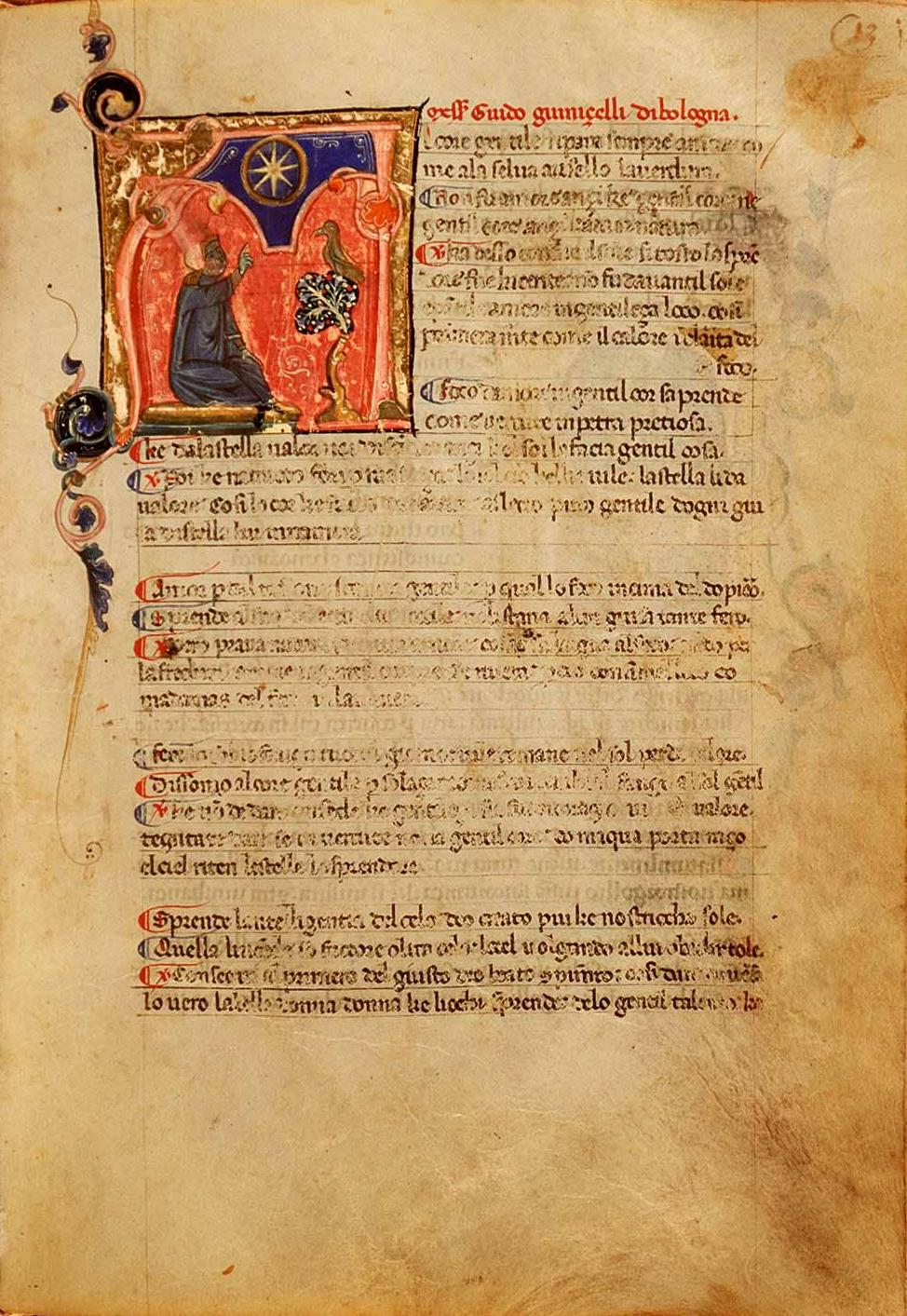

Guido Guinizzelli, född mellan 1230 och 1240 i Bologna, död omkring 1276, italiensk poet som var verksam i Bologna, grundare av ”dolce stil nuovo”.
Guido Guinizzelli var inspirerad av den provensalska trubadurdiktningen och den diktning på folkspråk som går under beteckningen ”sicilianska skolan”, som florerade runt universitetet i Bologna under slutet av 1200-talet. Från Sicilien tog han upp och populariserade sonetten, och skildrade den jordiska kärleken utifrån Platons eros-begrepp med ett metafysiskt symbolspråk, samt cuor gentil (det ädla hjärtat). Hans musor besjunges för deras änglalika skönhets skull, och diktningen är introspektiv och kontemplativ.
Hans poem Al cor gentil rempaira sempre amore, Voglio del ver la mia donna laudare och Vedut'ho la lucente stella Diana är de internationellt sett mest berömda; i svenska standardverk som Epoker och diktare och Litteraturens historia i världen nämns han dock inte.
Guinizzelli utövade stor påverkan på Dante Alighieri, som skriver om dolce stil nuovo i Divina Commedia, Purgatorio XXVI.